# Gert Weil
Gert Michael Weil Wiesenborn (* 3. ledna 1960 Puerto Montt) je bývalý chilský atlet německého původu, věnující se vrhačským disciplínám. Jeho osobní rekord je 20,90 m ve vrhu koulí a 55,98 m v hodu diskem.
Vyhrál soutěž koulařů na Panamerických hrách v letech 1987 a 1991, ve stejné disciplíně je také trojnásobným vítězem Jihoamerických her z let 1982 (kdy byl rovněž druhý mezi diskaři a třetí mezi kladiváři), 1990 a 1994 a osminásobným mistrem Jižní Ameriky (1979, 1981, 1983, 1985, 1987, 1989, 1991 a 1995). Reprezentoval Chile jako koulař na olympiádě v letech 1984 (10. místo), 1988 (6. místo), 1992 (13. místo) a 1996 (22. místo), v letech 1988 a 1992 byl vlajkonošem chilské výpravy. Startoval na Mistrovství světa v atletice 1987 (10. místo), Mistrovství světa v atletice 1991 (9. místo) a Mistrovství světa v atletice 1993 (9. místo). Na halovém mistrovství světa 1989 skončil na šestém místě.
Po skončení kariéry se stal trenérem, jeho svěřencem je chilský rekordman ve vrhu koulí Marco Antonio Verni. Weilovou manželkou je kolumbijská atletka Ximena Restrepová, bronzová v běhu na 400 metrů na olympiádě 1992.